# Gilpinia fennica
Gilpinia fennica är en stekelart som först beskrevs av Runar Forsius 1911.  Gilpinia fennica ingår i släktet Gilpinia, och familjen barrsteklar. Enligt den finländska rödlistan är arten sårbar i Finland. Arten har ej påträffats i Sverige. Artens livsmiljö är moskogar.